# Los Cubes
Los Cubes es una localidad de México ubicada en el municipio de Agua Blanca de Iturbide, en el estado de Hidalgo.

## Geografía
Se encuentra en la Sierra de Tenango, le corresponden las coordenadas geográficas 20° 21’ 48.801” de latitud norte y 98° 24’ 01.859” de longitud oeste, con una altitud de 2247 m s. n. m. En cuanto a fisiografía se encuentra en la provincia de la Sierra Madre Oriental, en la subprovincia del Carso Huasteco; su terreno es principalmente de meseta. En lo que respecta a la hidrografía se encuentra posicionado en la región del Pánuco, dentro de la cuenca del río Moctezuma, en la subcuenca de río Metztitlán. Cuenta con un clima templado subhúmedo con lluvias en verano, de mayor humedad.

## Demografía
En 2020 registró una población de 502 personas, lo que corresponde al 4.87 % de la población municipal. De los cuales 246 son hombres y 256 son mujeres. Tiene 132 viviendas particulares habitadas.
| Gráfica de evolución demográfica de Los Cubes entre 1910 y 2020                              |
|                                                                                              |
| Población de los censos y conteos del Instituto Nacional de Estadística y Geografía (INEGI). |

## Economía
La localidad tiene un grado de marginación alto y un grado de rezago social bajo.